# Brihaspa nigropunctella
Brihaspa nigropunctella is een vlinder uit de familie grasmotten (Crambidae). De wetenschappelijke naam van deze soort is voor het eerst geldig gepubliceerd in 1893 door Pagenstecher.
De soort komt voor in tropisch Afrika.